# Mooresville (Karolina Północna)
Mooresville – miasto w Stanach Zjednoczonych, w stanie Karolina Północna, w hrabstwie Iredell. Według spisu z 2020 roku liczy 50,2 tys. mieszkańców. Jest częścią obszaru metropolitalnego Charlotte.